# NGC 6296
NGC 6296 (другие обозначения — UGC 10719, MCG 1-44-2, ZWG 54.3, IRAS17062+0357, PGC 59690) — галактика в созвездии Змееносец.
Этот объект входит в число перечисленных в оригинальной редакции «Нового общего каталога».